# San Miguel, Villanueva
San Miguel är en ort i Mexiko.   Den ligger i kommunen Villanueva och delstaten Zacatecas, i den centrala delen av landet, 500 km nordväst om huvudstaden Mexico City. San Miguel ligger 1 647 meter över havet och antalet invånare är 174.
Terrängen runt San Miguel är varierad. Runt San Miguel är det ganska glesbefolkat, med 38 invånare per kvadratkilometer. Närmaste större samhälle är Tabasco, 20,0 km söder om San Miguel. I omgivningarna runt San Miguel växer huvudsakligen savannskog.